# NGC 160

NGC 160

 NGC 160  هي مجرة حلزونية تقع في كوكبة المرأة المسلسلة (كوكبة). تم اكتشافها في 5 ديسمبر 1785 من قبل العالم وليام هيرشل.

## وصلات خارجية
- NGC 160 على موقع ويكي سكاي: DSS2, SDSS, GALEX, IRAS, Hydrogen α, X-Ray, Astrophoto, Sky Map, Articles and images
- Bild von NGC 160
- SEDS